# Phallus rubicundus
Phallus rubicundus is een schimmel behorend tot de stinkzwammen. De soort werd beschreven in 1811 en heeft een brede verspreiding in tropische gebieden.

## Kenmerken

### Uiterlijke kenmerken
De vruchtlichamen komen voort uit 2-3 cm grote duivelseieren, die witachtig tot lichtbruin van kleur zijn. De slanke, holle steel wordt 15 cm hoog en 1,5–2,5 cm dik. De kleuren variëren van scharlakenrood tot oranjeroodachtig. Aan de bovenkant van de steel bevindt zich een fragiele hoed van 3-4,5 cm, bedekt door de stinkende gleba. De kleur van de gleba is aanvankelijk isabel, maar deze krijgt later een vuile geelbruine kleur. Het velum kan ontbreken, maar wanneer aanwezig, ziet het er schilferig en pluizig uit onder de hoed of hangt het als strepen of vlekken aan de steel.

### Microscopische kenmerken
De langwerpige, gladde sporen zijn 2 × 4 µm groot.

## Ecologie
Phallus rubicundus is een saprobiont die alleen of in kleine groepjes groeit in weilanden, gazons, sojavelden en zandgronden met houtresten. De soort komt ook veel voor in Central Park in New York: Gary Lincoff beschreef Phallus rubicundus in 2006 als "de meest opvallende paddenstoel in het park, die bijna overal op schorsmulch voorkomt." In Australië werd Phallus rubicundus waargenomen op rotte stammen van de Dendrocnide excelsa en op schorsmulch nabij de Universiteit van Queensland.

## Verspreiding
Het verspreidingsgebied ligt in Afrika, Australië en Italië. Daarnaast kan kan de soort ook worden gevonden in de Verenigde Staten, namelijk de Great Plains, de staten Texas, Virginia, Pennsylvania, South Carolina en Maryland en in Central Park in New York.

## Foto's

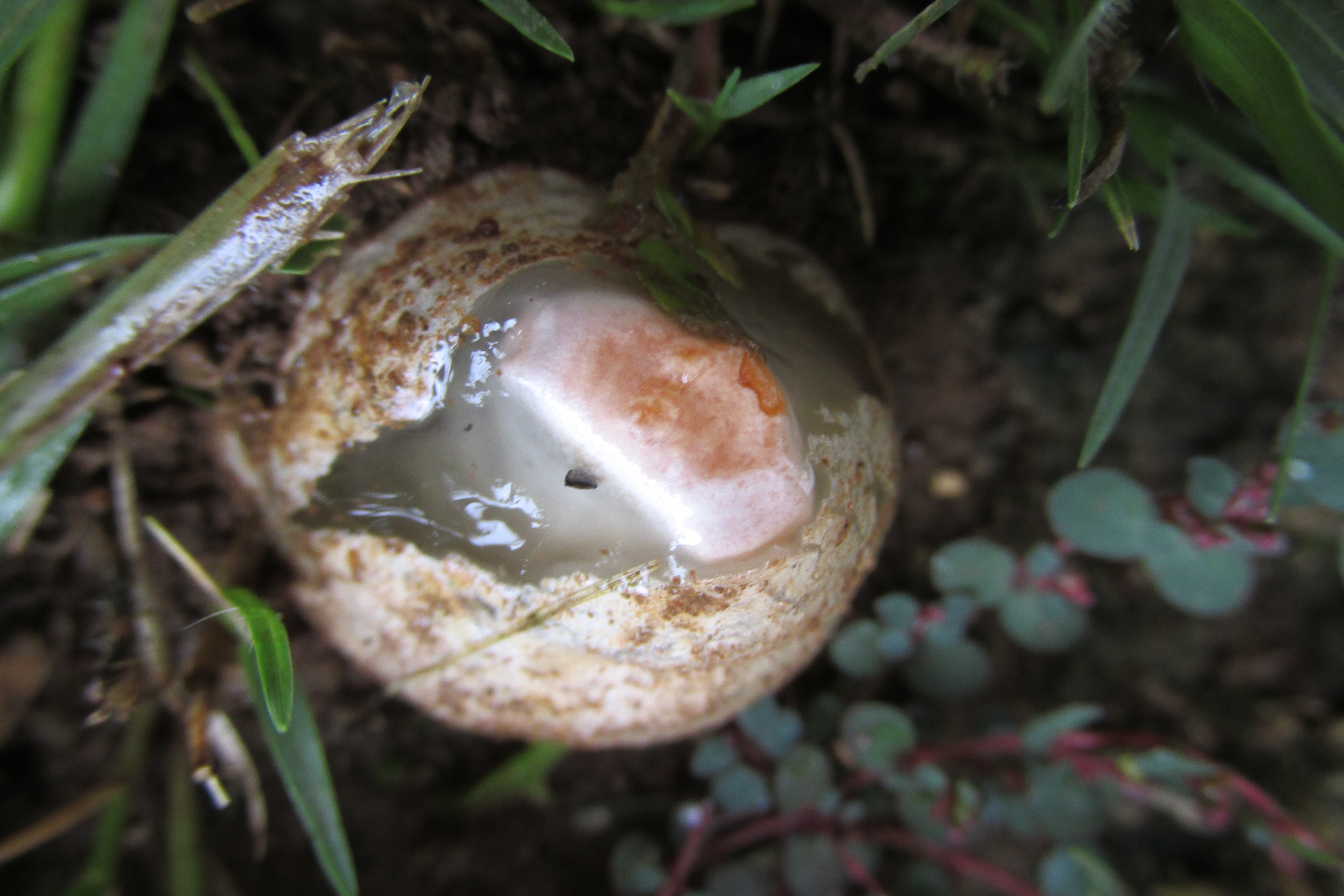
Duivelsei
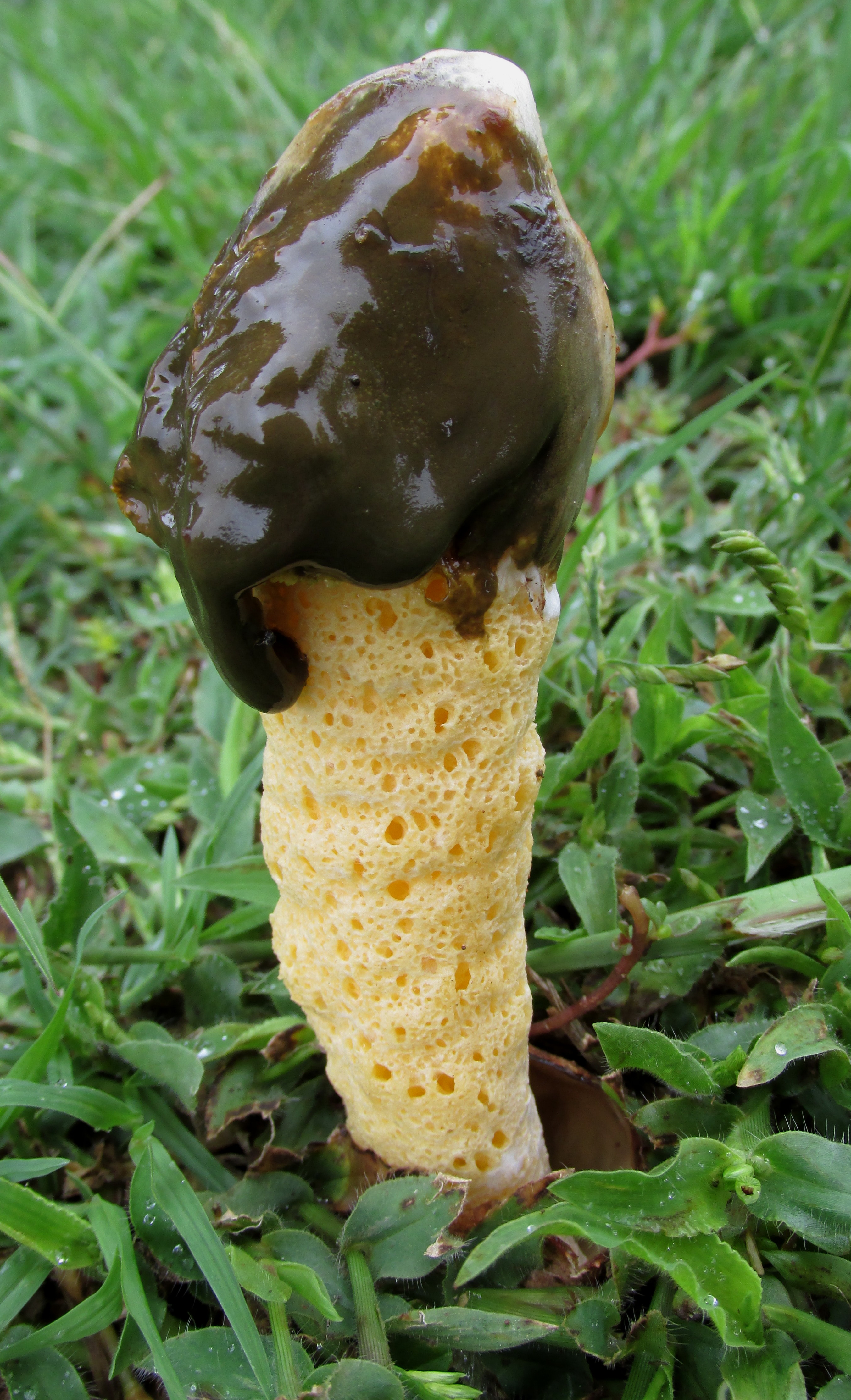